# Revolta din Boston din 1689
Revolta din Boston din 1689 a fost o revoltă populară petrecută la 18 aprilie 1689 împotriva conducerii lui Sir Edmund Andros, guvernatorul Dominionului New England. O mulțime foarte bine organizată formată din miliția provincială și cetățeni s-a format în orașul Boston - capitala Dominionului - și i-a arestat pe oficialii dominionului. Membrii Bisericii Anglicane au fost, de asemenea, luați în custodie de către rebeli dacă se credea despre ei ca simpatizează cu administrația Dominionului. Nici una dintre facțiuni nu a suferit pierderi în timpul revoltei. Liderii fostei colonii Massachusetts Bay au preluat controlul guvernului. În alte colonii, membri ai guvernelor îndepărtate de dominația au revenit la putere.
Andros era guvernatorul New England, în 1686. El a devenit nepopular în rândul populației locale prin aplicarea restrictivă a Legii navigației, negând valabilitatea titlurilor de proprietate existente, limitând reuniunile în oraș și numind ofițeri nepopulari la conducerea miliției coloniale, printre alte acțiuni. Mai mult, el i-a înfuriat pe puritanii din Boston, prin promovarea Bisericii Anglicane, care era respinsă de mulți coloniști nonconformiști din New England.

## Context
La începutul anilor 1680, regele Carol al II-lea al Angliei a început să ia măsuri pentru a reorganiza coloniile din New England. Statutul coloniei Massachusetts Bay a fost revocat în 1684 după ce liderii săi au refuzat să acționeze la cererile sale pentru reformarea coloniei, moment în care Carol a încercat să eficientizeze administrarea coloniilor mici și să le aducă mai mult sub control coroanei. A murit în 1685 și succesorul său, romano-catolicul Iacob al II-lea, a continuat procesul care a culminat cu crearea Dominionului din New England.
În 1686, fostul guvernator al New Yorkului, Sir Edmund Andros a fost numit guvernator al dominionului. Dominionul era alcătuit din colonia Massachusetts Bay, colonia Plymouth, colonia Connecticut, provincia New Hampshire și colonia Rhode Island și plantațiile Providence. În 1688, jurisdicția sa a fost extinsă pentru a include New York, East Jersey și West Jersey.
Guvernarea lui Andros era extrem de nepopulară în New England. El a ignorat reprezentarea locală, a negat valabilitatea titlurilor de proprietate existente în Massachusetts (care era dependentă de statutul vechi), a restricționat reuniunile din oraș și a promovat în mod activ Biserica Anglicană în regiunile în mare parte puritane. A aplicat, de asemenea, Legile Navigației, o lege nefavorabilă care amenința existența unor practici comerciale din New England.  Trupele regale staționate în Boston erau adesea tratate necorespunzător de către ofițerii lor, care erau susținători ai guvernatorului și de multe ori, erau fie anglicani, fie romano-catolici.

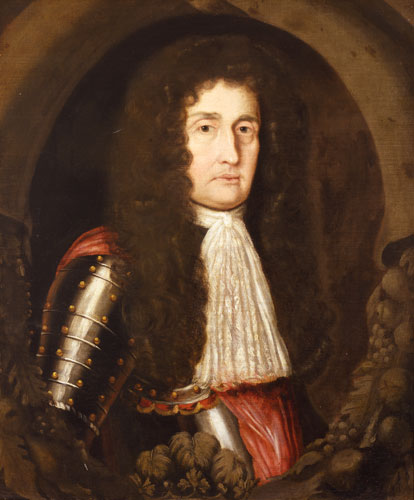
Portretul guvernatorului Dominionului Sir Edmund Andros de Mary Beale

Între timp, regele Iacob a devenit tot mai puțin popular în Anglia. El s-a depărtat de conservatorii care îl susțineau, încercând să relaxeze legile penale și a emis Declarația de Indulgență în 1687, care a stabilit o anumită libertate religioasă, o mișcare căreia i s-a opus conducerea Bisericii Anglicane. A crescut puterea armatei regulate, o acțiune văzută de mulți parlamentari ca o amenințare împotriva autorității lor, și a numit catolici în poziții militare importante. Iacob a încercat să plaseze simpatizanți în Parlament, care spera că vor abroga Legea Testului, care necesitata un test religios anglican strict pentru multe funcții civile. Câțiva liberali și conservatori au lăsat deoparte diferențele politice atunci când fiul său și potențialul succesor al lui Iacob s-a născut în iunie 1688, și au uneltit să-l înlocuiască cu ginerele sau protestant William, Prinț de Orania. Prințul olandez a încercat, fără succes, să-l facă pe Iacob să-și reconsidere politicile sale; era de acord cu o invazie, și revoluția aproape fără vărsare de sânge care a urmat în noiembrie și decembrie 1688 i-a întronat pe William și pe soția sa, Maria, în calitate de co-conducători.
Liderii religioși din Massachusetts, conduși de Cotton și Increase Mather, s-au opus conducerii lui Andros și au organizat proteste direcționate pentru a influența curtea de la Londra. Increase Mather a trimis o scrisoare de apreciere regelui referitor la Declarația de Indulgență, și a sugerat și altor pastori din Massachusetts să își exprime recunoștința față de el pentru a câștiga avantaje și influență.  Zece pastori au fost de acord să facă acest lucru, și au decis să-l trimită pe Increase Mather în Anglia pentru a susține cauza lor împotriva lui Andros.  Secretarul Dominionului Edward Randolph a încercat în mod repetat să-l oprească, inclusiv cu pedepse penale, dar Mather a ajuns clandestin în Anglia la bordul unei nave, în aprilie 1688. El și alți agenți din Massachusetts au fost primiți de către regele Iacob, în octombrie 1688, care a promis că preocupările coloniei vor fi abordate. Evenimentele revoluției, cu toate acestea, au oprit această încercare de a obține rezolvări.

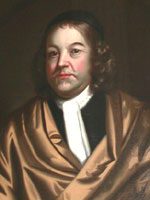
Fostul guvernator al Massachusetts Simon Bradstreet

Agenții din Massachusetts au trimis o petiție noului monarh și Lorzilor Comerțului (predecesori ai Camerei de Comerț, care supravegheau afacerile coloniale) pentru restaurarea statutului Massachusetts-ului. Mather i-a convins pe Lorzi să întârzie notificarea despre revoluție către Andros. El trimisese deja o scrisoare către fostul guvernator colonial Simon Bradstreet conținând un raport (pregătit înainte de revoluție), în care se spunea că anularea statutului Massachusetts-ului fusese ilegală și a cerut magistraților să-i „pregătească pe oameni pentru schimbare“. Zvonurile despre revoluție au ajuns aparent la unele persoane din Boston, înaintea sosirii știrilor oficiale. Comerciantul din Boston John Nelson, care era o figură importantă în revolta care urma, a scris despre evenimente într-o scrisoare datată la sfârșitul lunii martie, iar scrisoarea a determinat o întâlnire a liderilor politici și religioși anti-Andros din Massachusetts.
Andros a primit mai întâi un avertisment al revoltei iminente împotriva guvernării sale în timp ce conducea o expediție pentru a întări Pemaquid (astăzi Bristol, Maine), intenționând să protejeze zona împotriva atacurilor franceze și indiene. La începutul lunii ianuarie 1688/9, a primit o scrisoare de la regele Iacob care descria acumularea din punct de vedere militar al olandezilor. La 10 ianuarie, a emis o proclamație de avertizare împotriva agitației protestante interzicând o revoltă împotriva dominionului. Forța militară pe care a condus-o în Maine, era alcătuită din britanici obișnuiți și miliția din Massachusetts și Maine. Companiile de miliție erau comandate de oameni obișnuiți care au impus o disciplină dură ce i-a îndepărtat pe milițieni de ofițerii lor. Andros a fost avertizat cu privire la întâlnirile din Boston, și a primit rapoarte neoficiale ale revoluției, astfel ca s-a întors la Boston din Maine la mijlocul lunii martie. Un zvon vehicula că a luat miliția la Maine, ca parte a unui așa-numit „complot papal“; miliția din Maine s-a răsculat, iar cei din Massachusetts au început să se îndrepte spre casă. O proclamație care anunța revoluția a ajuns la Boston, la începutul lunii aprilie; Andros a decis să îl aresteze pe mesager, dar știrea adusă de acesta a fost distribuită, încurajând poporul. Andros i-a scris comandantului său de la Pemaquid pe 16 aprilie că „există un zumzet general printre oameni, o mare așteptare legată de vechiul lor statut“, chiar când se pregătea să îi aresteze pe dezertorii care se întorceau și să îi transportate înapoi în Maine.  Amenințarea arestării de către propria lor miliție colonială a crescut tensiunile dintre oamenii din Boston și guvernul dominionului.

## Revolta în Boston
Pe 18 aprilie, la aproximativ ora 5:00, companiile de miliție au început să se adune în afara Bostonului la Charlestown chiar peste râul Charles, și la Roxbury, situat la capătul îndepărtat al Boston Neck ce face legătura dintre Boston și continent. La aproximativ ora 8:00 companiile din Charlestown au traversat râul, în timp ce companiile din Roxbury au mărșăluit în jos pe Neck și în oraș. În același timp, conspiratorii din Vechea și Onorabila Companie de Artilerie au intrat în casele toboșarilor regimentului din oraș, confiscându-le echipamentul. Companiile de miliție s-au întâlnit la aproximativ ora 8:30, la care s-a alăturat o mulțime crescândă de oameni, și au început arestarea liderilor regimentului și a dominionului. În cele din urmă au înconjurat Fort Mary, unde era cantonat Andros.
Printre primii care au fost arestați a fost căpitanul John George al HMS Rose, care a andocat undeva între orele 9:00 și 10:00 - fiind întâmpinat de către un pluton de miliție și de dulgherul navei, care s-au alăturat rebelilor. George a cerut să vadă un mandat de arestare, iar milițienii și-au scos săbiile și l-au luat în custodie. Până la aproximativ ora 10:00, cea mai mare parte a conducătorilor și ofițerilor dominionului, fie au fost arestați, fie au fugit pe Castle Island sau în alte avanposturi fortificate. Anglicanii din Boston au fost adunați de mulțime, inclusiv un gardian al bisericii și un spițer. Cu ceva timp înainte de prânz, un steag portocaliu a fost ridicat de pe Beacon Hill ca semnal pentru alți 1.500 de milițieni să intre în oraș. Aceste trupe s-au întâlnit în piața unde a fost citită o declarație. Liderii au susținut că sprijină „întreprinderea nobilă a Prințului de Orania“ și s-au răsculat din cauza unui „complot papal oribil“, care a fost descoperit.
Conducerea colonială Massachusetts, în fruntea căreia se găsea fostul guvernator Simon Bradstreet, i-a cerut guvernatorului Andros să se predea pentru siguranța lui, citând gloata despre care pretindeau ca e „în întregime ignorantă“. El a refuzat și a încercat să evadeze de pe Rose. Un vas care a venit spre mal dinspre Rose a fost interceptat de miliție, iar Andros a fost forțat să se întoarcă în Fort Mary.  După negocierile care au urmat, Andros a fost de acord să părăsească fortul pentru a se întâlni cu consiliul rebel. I s-a promis ca va ajunge în condiții de siguranță sub pază pana la primărie unde era adunat consiliul. Acolo i sa spus că „ei detin controlul guvernului “, , și că el este în stare de arest. A fost dus la casa oficialului dominionului John Usher și ținut sub supraveghere atentă.
Rose și Fort William de pe Castle Island au refuzat inițial să se predea. Pe data de 19, echipajului de pe Rose i s-a spus de către căpitan că a planificat să ducă nava în Franța să se alăture lui Iacob cel exilat. A urmat o luptă, iar protestanții din echipaj au dat jos greementul navei. Trupele de pe Insula Castelul au văzut acest lucru și s-au predat.

## Urmări
Fort Mary s-a predat pe 19, iar Andros a fost mutat acolo din casa lui Usher. El a fost reținut împreună cu Joseph Dudley și cu alți oficiali ai dominionului până la 7 iunie, când a fost transferat pe Island Castle. O poveste a circulat pe scară largă că ar fi încercat să evadeze îmbrăcat în îmbrăcăminte pentru femei. Acest lucru a fost contestat de pastorul anglican din Boston, Robert Ratcliff, care a susținut că această poveste și altele nu aveau „nici cel mai mic fundament real“, și că acestea erau „minciuni și minciuni“ propagate „pentru a face ca guvernatorul să fie urât de oameni“. Andros a reușit să evadeze de pe Castle Island pe 2 august, după ce servitorul său a mituit santinelele cu lichior. El a reușit să fugă în Rhode Island, dar a fost prins curând după aceea și menținut în detenție solitară. El și alții arestați în urma revoltei au fost reținuti timp de 10 luni înainte de a fi trimiși în Anglia pentru a fi judecat. Agenți Massachusetts din Londra au refuzat să semneze documentele în care se enumerau acuzațiile împotriva lui Andros, așa că a fost achitat și eliberat. Mai târziu a servit ca guvernator de Virginia și Maryland.

## Dizolvarea dominionului
Celelalte colonii New England din dominion au fost informate cu privire la înlăturarea lui Andros, după care autoritățile coloniale de dinainte de dominion au reinstaurat fostele lor guverne. Rhode Island și Connecticut și-au reluat formele de guvernare în conformitate cu statutul lor anterioare, iar Massachusetts a reluat forma guvernare în conformitate cu carta sa după ce a fost guvernată temporar de către un comitet format din magistrați, funcționari din Massachusetts Bay și o majoritate a consiliului lui Andros. Comitetul a fost desființat după ce unii lideri din Boston au simțit că rebelii radicali aveau un cuvânt prea greu de spus în cadrul lui. New Hampshire a fost lăsat temporar fără guvern formal și era controlat de Massachusetts și de guvernatorul său Simon Bradstreet, care a servit drept conducător de facto al coloniei. Plymouth și-a reluat, de asemenea, forma sa anterioară de guvernare.
În timpul captivității sale, Andros a putut să trimită un mesaj lui Francis Nicholson, guvernatorului-locotenent din New York. Nicholson a primit cererea de ajutor la mijlocul lunii mai, dar cele mai multe dintre trupele sale erau trimise în Maine și a fost incapabil să întreprindă acțiuni eficiente, deoarece tensiunile erau în creștere și în New York. Nicholson însuși a fost înlăturat de o facțiune condusă de Jacob Leisler, și a fugit în Anglia. Leisler a guvernat New York-ul până la 1691, când a sosit un detașament de trupe,  urmat de Henry Sloughter, guvernatorul trimis de William și Mary. Sloughter l-a acuzat de înaltă trădare și l-a trimis în judecată pe Leisler; a fost condamnat și executat.
Nu s-au făcut eforturi suplimentare de către oficialii englezi pentru a restabili dominionul după suprimarea rebeliunii Leisler și revalidarea guvernelor coloniale din New England. Odată cu arestarea lui Andros discuția din Londra s-a îndreptat către Massachusetts și statutul său revocat. Din aceste discuții a apărut ideea formarii provinciei Massachusetts Bay din 1691, în urma căreia Massachusetts a fuzionat cu colonia Plymouth și cu teritorii care aparținuseră anterior New York-ului, inclusiv Nantucket, Martha’s Vineyard, Insulele Elizabeth și părți din Maine. Increase Mather nu a reușit în încercările sale de a restabili domnia puritanismului vechi; noul statut prevedea numirea unui guvernator și toleranța religioasă.